# チェスター
チェスター（Chester）は、イギリス、イングランド北西部チェシャーの中心都市。シティの地位を持つ単一自治体であり、ディー川沿い、ウェールズとの境に位置する。イギリス国内では最良の状態で現存する城郭都市のひとつである。
都市としての始まりは、西暦79年頃、当時ブリテン島を支配していたローマ人がウェールズとの戦争に備えて基地を建設し、定住したことである。チェスターは「軍団野営地」を表すラテン語のcastrum：カストラが語源である。
チェスターがシティに格上げされたのは1541年であり、新興都市のマンチェスター（1853年）やリヴァプール（1880年）より遥かに古い。

## 出身人物
- エイドリアン・ボールト - 指揮者
- サミュエル・モリノー - 政治家、天文学者
- スティーブン・カズンズ - 男性フィギュアスケーター
- ダニー・マーフィー - サッカー選手
- ロナルド・ピックアップ - 俳優
- ダニエル・クレイグ - 俳優
- ベアトリス・ティンズリー - アメリカの天文学者
- マイケル・オーウェン - サッカー選手
- ライアン・ショウクロス - サッカー選手
- ランドルフ・コールデコット - イラストレーター、美術家
- マンサン - ロックバンド
- ライアン・ガンダー - 現代美術家